# Черевко Лариса Петрівна
Лариса Петрівна Черевко (нар. 31 грудня 1947, селище Південне, тепер місто Харківського району Харківської області) — українська радянська діячка, монтажниця Харківського приладобудівного заводу імені Шевченка. Депутат Верховної Ради УРСР 9-го скликання.

## Біографія
Освіта середня.
З 1965 р. — монтажниця Харківського приладобудівного заводу імені Шевченка.
Потім — на пенсії у місті Харкові.

## Нагороди
- ордени
- медалі